# إرتريا
إِرِتْرِيَا ويقال إِرِتْرَة (بالتجرية: ) واسمها الرسمي دَوْلَةُ إِرِتْرِيَا من دول القرن الإفريقي وعاصمتها أسمرة. يحدها السودان من جهة الغرب ومن الجنوب تحدها إثيوبيا، أما من جهة الجنوب الشرقي فتجاورها جيبوتي. تملك إرتريا عند الأجزاء الشمالية الشرقية والشرقية منها خطاً ساحليا واسعاً على طول البحر الأحمر. تبلغ مساحة الدولة نحو 117,600 كم2 (45,406 ميل مربع)، وتشمل أرخبيل دهلك، وبعض من جزر حنيش. ويستند اسمها إرتريا على الاسم اليوناني للبحر الأحمر (Ἐρυθρὰ Θάλασσα Erythra Thalassa)، الذي اعتمد لأول مرة لإرتريا الإيطالية في عام 1890.
إرتريا بلد متعدد الأعراق، مع تسع مجموعات عرقية معترف بها في عدد سكانها نحو 8 ملايين. معظم السكان يتحدثون اللغات من عائلة اللغات الإفريقية الآسيوية، إما من اللغات السامية الإثيوبية أو فروع من اللغات الكوشية. من بين هذه المجتمعات، تشكل نحو 55% من السكان، ويشكل شعب التيجر نحو 30% من السكان. بالإضافة إلى ذلك يوجد عدد من الأقليات العرقية النيلية الصحراوية الناطقة. معظم الناس في الإقليم يلتزمون بالمسيحية أو الإسلام. مع أقلية صغيرة ملتزمة بالمعتقدات الإفريقية التقليدية.
تأسست مملكة أكسوم، التي تغطي الكثير من إرتريا الحديثة وشمال إثيوبيا، خلال القرن الأول أو الثاني الميلادي. تبنت المسيحية في منتصف القرن الرابع. في العصور الوسطى، سقطت الكثير من إرتريا تحت مملكة مدري بحري.
إن إنشاء إرتريا المعاصرة هو نتيجة لإدماج ممالك مستقلة وسلطنة مستقلة (على سبيل المثال، مدري البحري وسلطنة أوسا) مما أدى في النهاية إلى تكوين إرتريا الإيطالية. بعد هزيمة الجيش الاستعماري الإيطالي في عام 1942، كانت إرتريا تدار من قبل الإدارة العسكرية البريطانية حتى عام 1952. بعد قرار الجمعية العامة للأمم المتحدة، في عام 1952، كانت إرتريا تحكم نفسها مع برلمان إرتري محلي ولكن من أجل الشؤون الخارجية والدفاع، فإنها تدخل إلى وضع فدرالي مع إثيوبيا لمدة 10 سنوات. ومع ذلك، في عام 1962 ألغت حكومة إثيوبيا البرلمان الإرتري وضمت إرتريا رسمياً. لكن الإرتريين الذين جادلوا بالاستقلال الكامل لإرتريا منذ الإطاحة بالإيطاليين في عام 1941، توقعوا ما هو قادم، وفي عام 1960 نظمت جبهة التحرير الإرترية في المعارضة. في عام 1991، بعد 30 عامًا من الكفاح المسلح المستمر من أجل الاستقلال، دخل مقاتلو التحرير الإرتريون العاصمة أسمرة منتصرين.
إرتريا هي دولة الحزب الواحد التي لم تجر فيها انتخابات تشريعية وطنية منذ الاستقلال. وفقاً لهيومن رايتس ووتش، سجل حقوق الإنسان للحكومة الإرترية هو من بين الأسوأ في العالم. وقد رفضت الحكومة الإرترية هذه المزاعم باعتبارها ذات دوافع سياسية. تتطلب الخدمة العسكرية الإلزامية فترات تجنيد طويلة إلى أجل غير مسمى، يغادرها بعض الإرتريين لتفادي التجنيد. ولأن جميع وسائل الإعلام المحلية مملوكة للدولة، فقد صُنفت إرتريا أيضاً على أنها تملك ثاني أقل حرية صحافة في مؤشر حرية الصحافة العالمي، بعد كوريا الشمالية فقط.
دولة إرتريا ذات السيادة هي عضو في الاتحاد الأفريقي والأمم المتحدة والهيئة الحكومية الدولية للتنمية، وهي مراقب في جامعة الدول العربية إلى جانب البرازيل وفنزويلا والهند وتركيا.

## سبب التسمية
اسم إرتريا مشتق من التسمية اليونانية للبحر الأحمر (إرترا ثالسا ἐρυθρὰ Θάλασσα؛ erythra thalassa) وتعني البحر الأحمر، وقد أطلق اليونانيون ذلك الاسم على إرتريا في القرن الثالث ق.م. تخليداً لاسم جزيرة في اليونان تحمل اسم إرتريا، وتقع في الشاطئ الشرقي لبلاد الإغريق، كما أطلق الرومان نفس الاسم على البحر الأحمر عندما خضع لهم ميناء عدوليس التاريخي الشهير.
وعندما احتل الإيطاليون إرتريا أطلقوا عليها اسم إرتريا تجديداً للتسمية القديمة، وذلك بالمرسوم الذي أصدره الملك همبرت الأول ملك إيطاليا في الأول من يناير (كانون الثاني) 1890م.
كما أطلق المؤرخون المسلمون على الإقليم قديما أسماء مثل بلاد الزيلع وبلاد الجبرته، وقال عنها ابن حوقل: بلاد ال إرتريا، وذكر أن بها كثيراً من المسلمين وعليها ملك عظيم.

## جغرافيا

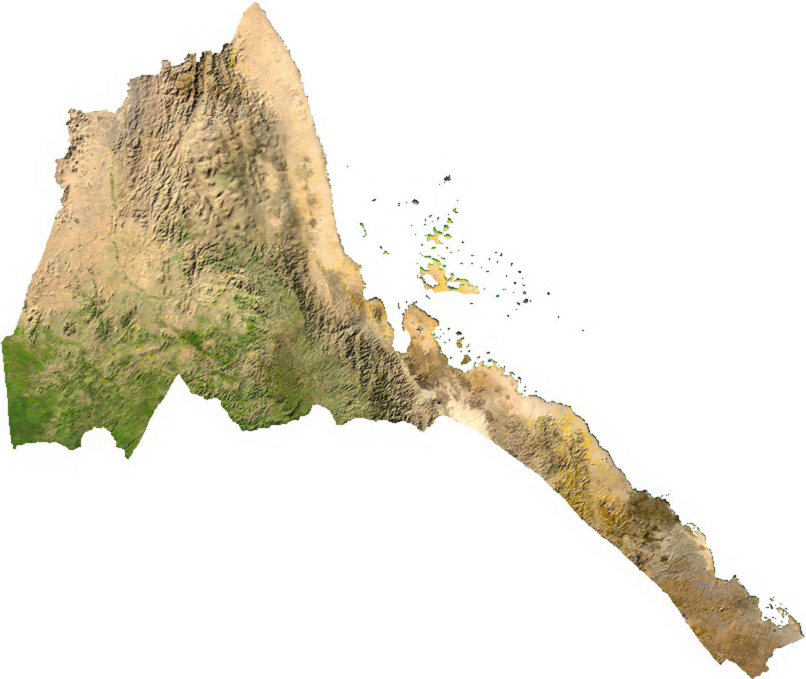
خريطة فضائية لأراضي إرتريا.

تقع إرتريا في منطقة القرن الإفريقي في الجنوب الشرقي لقارة إفريقيا قبالة شبه الجزيرة من الناحية الجنوبية بين دائرتي عرض 15- 18 شمالًا وخطي طول 36- 43 شرقًا. يجاور إرتريا من الشمال والغرب جمهورية السودان وتشترك معها في حدود يبلغ طولها 605 كم ومن الجنوب جمهورية إثيوبيا ويبلغ طول الحدود بينهما 912 كم وجيبوتي من الجنوب الشرقي بحدود طولها 113 كم. كما تطل على البحر الأحمر شرقًا ويبلغ طول الساحل 1000 كم. تتواجد على الشاطئ الغربي للبحر الأحمر في نقطة حاكمة عند مدخله الجنوبي وعلى مقربة من مضيق باب المندب ذي الأهمية الإستراتيجية البالغة؛ فهي تشبه مثلثا محصورا بين إثيوبيا والسودان وجيبوتي،
وتبلغ مساحتها نحو 120 ألف كم2 تتنوع فيها التضاريس والمناخ، وتمتلك شاطئًا يمتد ألف كيلومتر على البحر الأحمر، يمتد من «رأس قصار» على الحدود السودانية شمالًا إلى باب المندب في «رأس أرجيتا» في جيبوتي جنوبًا، ويقع في هذا الساحل أهم موانئ البحر الأحمر وهما: «عصب» و«مصوع».
وتتبع إرتريا (126) جزيرة، أهمها أرخبيل دهلك وبه نحو 25 جزيرة، أهمها من الناحية الإستراتيجية جزيرتا «فاطمة» و«حالب». ويزيد عدد السكان عن ثمانية ملايين نسمة.
تكمن أهمية الموقع في ارتباط البلاد بين أقرب وأقصر طرق الملاحة بين المحيط الهندي والبحر المتوسط مما يجعلها تشكل حلقة وصل بين القارات الكبرى الثلاث آسيا وإفريقيا وأوروبا، وهي قريبة من المناطق المقدسة في شبه الجزيرة العربية ومن مناطق إنتاج النفط في الخليج العربي ودول شرق إفريقيا. كما تشكل الجزر الإرترية نقاط ارتكاز وتحكم للقوى العسكرية في الصراع الإقليمي والدولي في المنطقة.

### التضاريس

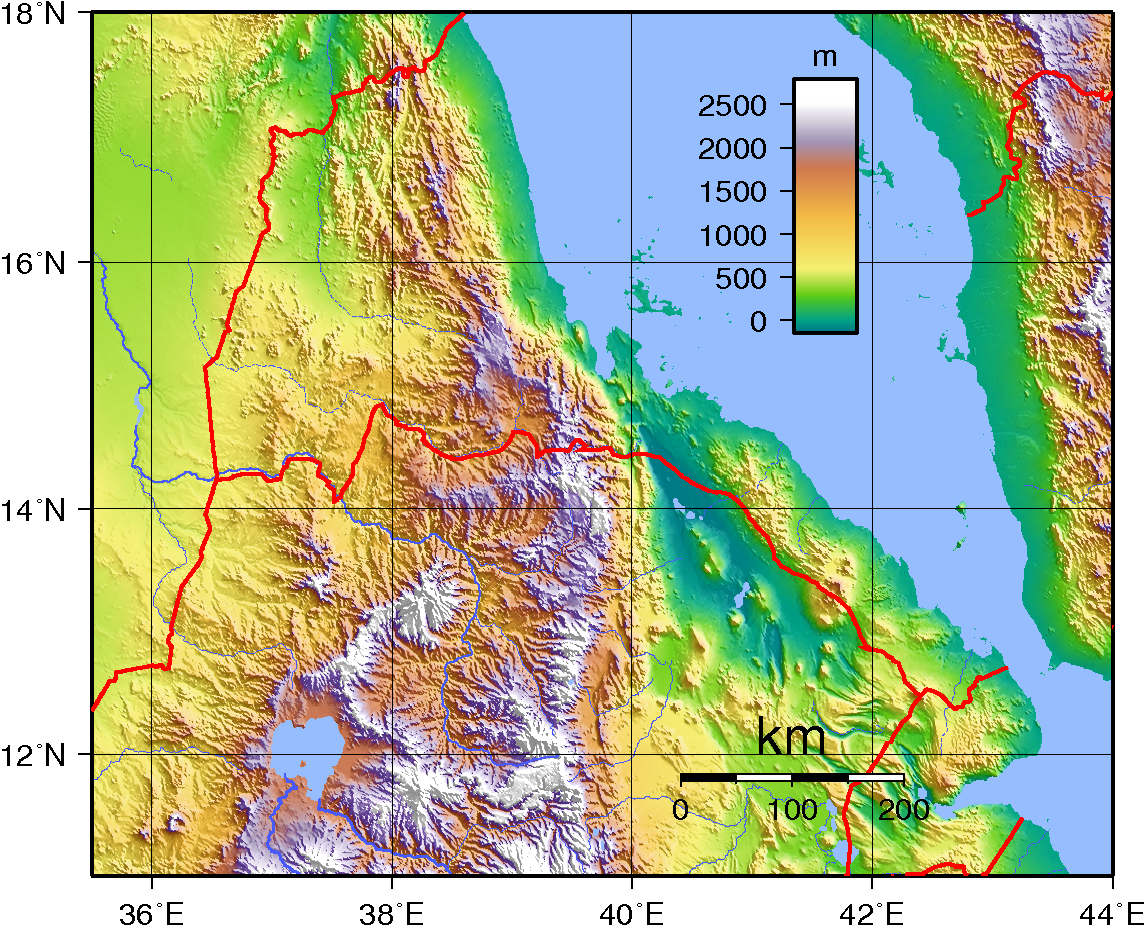
خريطة التضاريس في إرتريا.

إن إرتريا تتميز بتنوع كبير في تضاريسها ومعالمها البيئية، وحسب المعطيات الجغرافية يمكن تقسيم سطح إرتريا إلى ثلاثة معالم طبيعية كما يلي:
- المرتفعات: والتي تتكون من الهضبة الوسطى والتلال والهضاب الشمالية المنحدرة نحو الأراضي المنخفضة في شرق وشمال إرتريا وهذه المرتفعات في مجملها تشكل الهضبة الإرترية التي تمثل امتدادا طبيعيا للهضبة الإثيوبية.
- الأراضي الساحلية: والتي تمثلها الشواطئ الواقعة على البحر الأحمر، على امتدادا 1000 كم، وعلى الرغم من أن البحر الأحمر قليل التعرجات والخلجان إلا أن الشاطئ الإرتري يتمتع بخلجان أهمها خليج عصب الذي توجد به مجموعة جزر يتجاوز عددها 20 جزيرة وكذلك سواحل الجزر التابعة لإرتريا ومن أهمها جزر دهلك.
- الأراضي السهلية وتشمل:
  - السهول الشرقية: وهي المناطق التي تقع شرق إرتريا حيث إقليم دنكاليا وتمتد إلى الشمال حيث أقاليم الساحل وهذه السهول تتخللها سلسلة من الهضاب والجبال وكذلك الأرخبيلات.
  - السهول الغربية: وهي المناطق الواقعة في غرب إرتريا ابتداء من منحدرات الهضبة الوسطى وامتدادا إلى الحدود السودانية، وهي تمثل أوسع الأقاليم الإرترية، وتمثل جزءا من مراعي السافانا الحارة التي تكثر فيها الماشية باستثناء الأجزاء الغربية من منطقة حوض القاش وستيت.

### أهم الأنهار
- نهر القاش: يبلغ طوله 440 كلم، ويطلق على القاش اسم مأرب في جزء من أجزائه، ويرى الباحثون أن هذا الاسم إنما يعود إلى بعض الهجرات اليمنية إلى إرتريا، وأن هذا اللفظ إنما استخدمه المهاجرون من اليمن تذكرا لمأرب اليمني الذي بني عليه سد مأرب، ينبع من الهضبة في المرتفعات الجنوبية وينتهي بمستنقع في السودان بعد مدينة كسلا في شرق السودان.
- نهر بركة: طوله 630 كلم داخل إرتريا، ينبع من الجزء الغربي من الهضبة وينتهي في الساحل الشمالي للسودان وفي مواسم الأمطار الغزيرة يصب في البحر الأحمر.
- نهر عنسبا: وأصل تسميته عين سبأ، يصب في نهر بركة ويعتبر رافدا من روافده، وللعلم أن الأقمار الصناعية الأمريكية اكتشفت مؤخرا في منطقة بركة بحيرة عميقة تتمتع بمخزون مائي لا مثيل له في المنطقة، ويمكنها سد حاجة الشعب الإرتري من الماء والطاقة الكهربائية لمدة 250 سنة قادمة.
- نهر سيتيت: وهذا هو النهر الوحيد في إرتريا الذي لا يحمل صفة موسمي حيث أن كل الأنهار السابقة هي موسمية. ولكن مشكلة هذا النهر هي كونه على الحدود الإثيوبية بل ويشكل الحدود الطبيعية بين البلدين، لذا فإنه لم تتم الاستفادة منه، ويمتد هذا النهر إلى السودان حيث يعرف هناك بنهر (عطبرة) ليصب في النيل عند مدينة عطبرة.

أما الأودية التي تصب نحو الشرق من الهضبة الإرترية، فأهميتها الاقتصادية أقل من تلك التي تصب نحو الغرب، بالنظر إلى ضيق المساحات التي ترويها، وأهم هذه الأودية: وادي علي قدي ويروي سهول زولا حيث أقيم سد صغير. وعلى مقربة منه وادي حداث وكميلي، كما يروي مزارع بدا في منطقة دنكاليا، ويمتد إلى هضبة التيجراي.
أما مزارع (امبيرمي) و (قد قد) و (سقب) فترويها أودية تصب من هضبة حماسين والهضبة الشمالية.
وقد أقام (داندي)، وهو الإيطالي المتخصص في زراعة الموز والفواكه، سداً في ينقوس بالقرب من قندع يروي المزارع في مرتفعات قندع وأسمرا، وقد أقامت شركة سداو للكهرباء بحيرات اصطناعية في (بلزا) بالقرب من أسمرا لتجميع مياه السيول، واستغلالها في توليد الكهرباء، ويعد مشروعاً ناجحاً يمد أسمرا بالكهرباء إلى جوانب فوائده الزراعية.
وتؤكد الدراسات التي خلفها الإيطاليون وجود إمكانيات اقتصادية ضخمة باستغلال مساقط المياه، وبإقامة بحيرات اصطناعية لتوليد الكهرباء وتنظيم الري.

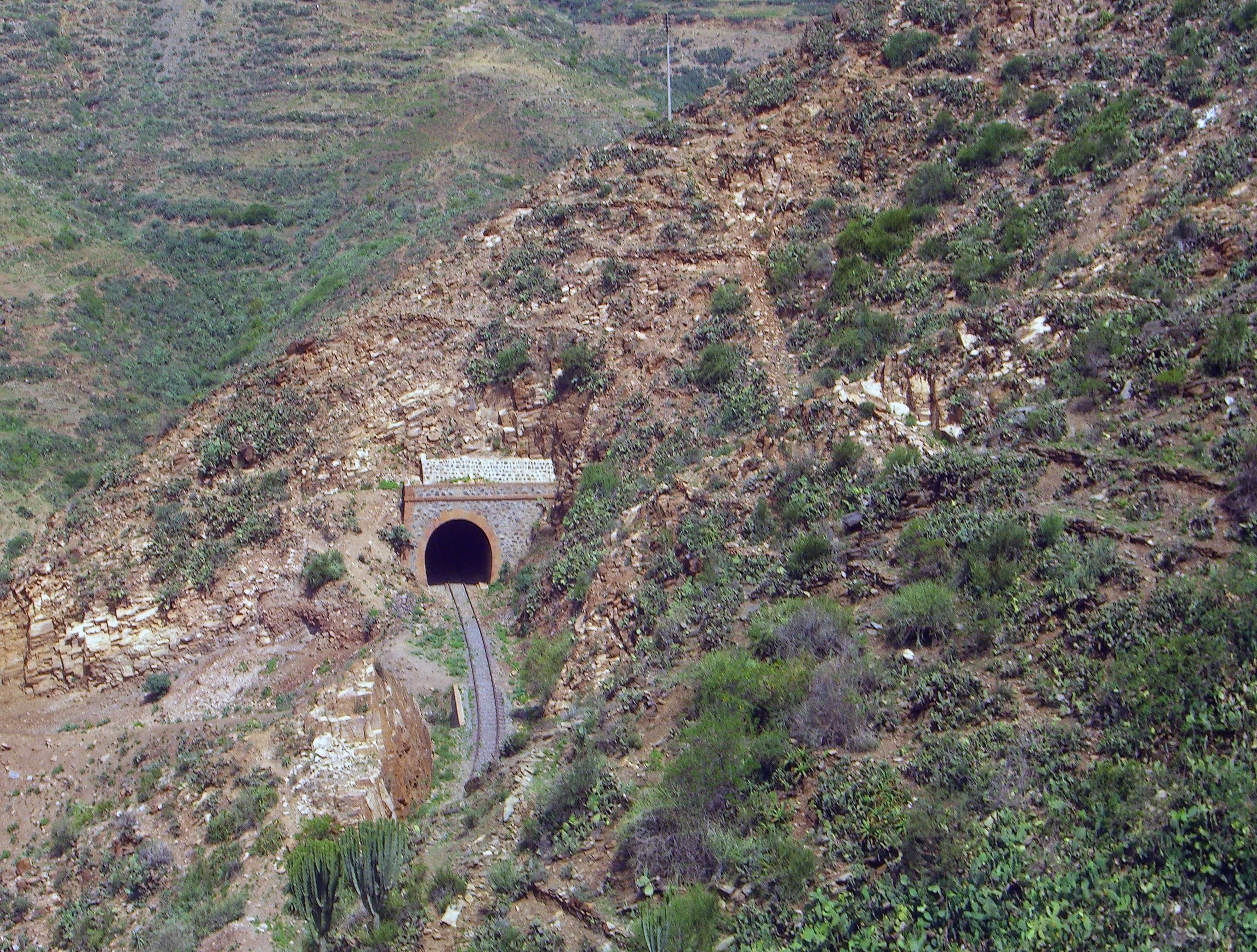
نفق القطار على هضبة الإرترية

### المساحة
تغطي إرتريا رقعة من الأرض تقدر بنحو 121320 كم2 بما في ذلك جزر دهلك، واعتمادا على المساحة تصنف إرتريا ضمن الأقطار الصغيرة في حجمها ومساحتها.
تتميز خارطة إرتريا بتباعد في الشكل بين أنحائها وأقاليمها، فبينما يبدو التوازن النسبي في شكل الأقاليم الشمالية والغربية والوسطى فإن إقليم دنكاليا يمثل امتدادا شريطيا ضيقا بمحاذاة البحر الأحمر، وعمومًا إرتريا في مجملها تمثل شكلًا مثلثًا تقوم قاعدته على امتداد واسع مع الحدود السودانية.

### المناخ

خريطة تصنيف كوبن للمناخ في إرتريا.

يتباين المناخ في أرتيريا بين المناخ الحار الصحراوي الجاف في المناطق المحاذية لإثيوبيا إلى المناخ المعتدل الرطب في مناطق الجنوب الغربي.
وتسقط الأمطار في كل أنحاء أرتيربا صيفاً باستثناء الشريط الساحلي (مينائي مصوع وعصب) من يونيو (حزيران) حتى سبتمبر (أيلول)، وتصل درجة الحرارة في الشريط الساحلي صيفاً إلى 45 سنتيجراد وتنخفض شتاءً إلى 18 سنتيجراد في أقصى حالات البرودة. وترتفع في صحراء دنكاليا صيفاً إلى 48 سنتيجراد، وهي أعلى درجة حرارة في العالم، وقد درست بعثة علمية في عام 1970م إمكانية استغلال حرارة الشمس في منطقة دنكاليا لتوليد الكهرباء بواسطة توربينات خاصة. تبلغ نسبة الأمطار في مصوع 7 بوصات في السنة، وفي عصب 3 بوصات، وتسقط الأمطار شتاءً في ديسمبر (كانون الأول) حتى مارس (آذار)، أما في بركا فيبلغ متوسط سقوط الأمطار 15 بوصة، وفي حوض القاش وستيت 25 بوصة، وبالنظر إلى هطول الأمطار شتاءً وصيفاً فإن منطقتي قندع وفلفل تتمتعان بأعلى منسوب لمياه الأمطار إذ يصل إلى 45 بوصة سنوياً.

## تاريخ
تشكل إرتريا عمقا إستراتيجيا مهما لكل الدول المطلة على البحر الأحمر باعتبارها البوابة الجنوبية المشرفة على مضيق باب المندب. بشق قناة السويس عام 1869 م جعل من البحر الأحمر أحد أهم الطرقات البحرية في العالم، بعد أن كان معزولا وبعيدا لفترة طويلة من الزمن، وتحولت الزاوية الشمالية الشرقية من ملجأ معزول إلى سوق كبيرة تشكل مصدر ثروة وقوة.
تشكل إرتريا منذ قديم الزمان حلقة اتصال تجاري وحضاري بين أفريقيا وشبه الجزيرة العربية، ولا شك أن هذا الموقع الإستراتيجي الهام قد جعل إرتريا منطقة صراع ونفوذ، وموضع اهتمام وأطماع المستعمرين عبر التاريخ حيث تعرضت لعدة حقب استعمارية.

### مصوع بلد الإسلام
في شهر رجب من العام الثامن قبل الهجرة سنة 614 م كانت الهجرة إلى الحبشة البعثة الإسلامية الأولى على أرض مصوع أو (باضع) كما كان يطلق عليها العرب قديما، هناك قام الصحابة ببناء أول مسجد في الإسلام المسمى بمسجد رأس مدر [بحاجة لمصدر]. ومصوّع هي بوابة دخول الإسلام في أفريقيا
من أشهر ملوك البجه الملك بشر بن مروان بن إسحق وبسط أمراء هذا البيت نفوذهم على ممالك البجا المترامية الأطراف من مصوع حتى جنوب أسوان وتولوا حكوماتها بتقليد من مصر وكان يلقب أمير البجه (الحدربي) نسبة إلى العنصر الممتاز وكان يكتب له في الأبواب السلطانية المصرية حتى أوائل القرن التاسع الهجري بالعنوان الآتي: المجلس السامي الأميري الحدربي وبقوا على هذه الحالة حتى آخر عهد المماليك، وكان تحت بشر بن مروان 3000 محارب من ربيعة ومضر واليمن و30 ألف من الحداربة من مسلمي البجا ممن أسلموا نتيجة لتداخلهم مع ربيعة. وبقيت مملكة البجه في العائلة الحدربية إلى عهد السلطان سليم عام 923 م حيث أمر بسلخها عن الخلافة العثمانية وولي عليها أمراء وأتبعها لمصر.

### مملكة بلاد البجا
البجا بضم الباء الموحدة وفتح الجيم وألف في الآخر وهم من أصفى السودان لونًا، قال ابن سعيد وهم مسلمون ونصارى وأصحاب أوثان ومواطنهم في جنوبي صعيد مصر مما يلي الشرق فيما بين بحر القلزم (البحر الأحمر) وبين نهر النيل على القرب من الديار المصرية وقاعدتهم سواكن بفتح السين المهملة والواو وكسر الكاف ونون في الآخر وقال في تقويم البلدان في الكلام على بحر القلزم وهي بليدة للسودان حيث الطول ثمان وخمسون درجة والعرض إحدى وعشرون درجة.
قال أبو العباس القلقشندي في كتابه صبح الأعشى في صناعة الإنشا وقد أخبرني من رآها أنها جزيرة على طرف بحر القلزم من جهته الغربية قريبة من البر يسكنها التجار وصاحبها الآن من العرب المعروفين بالحداربة بالحاء والدال المهملتين المفتوحتين وألف ثم راء مهملة وباء موحدة مفتوحة وهاء في الآخر وله مكاتبة عن الأبواب السلطانية بالديار المصرية ويقال في تعريفه الحدربي بضم الحاء وسكون الدال وضم الراء.
كان للبلوان والحداربة خمس ممالك، ثلاث منها ضمن حدود إرتريا حاليا واثنان ضمن حدود السودان. اشتهرت مدينة عيذاب الميناء البجاوي كميناء رئيسي لحجاج بيت الله الحرام من المصريين والسودانيين، وكانت زاهرة بالعمران والتجارة وكانت عيذاب مقر ملك البجه الحدربي في الإقليم الشمالي.
لقد كان على عيذاب والي من مصر يقتسم ريعها مع زعيم البجا (الحدربي). وقد تزايد نصيب زعيم البجا من نصف الدخل إلى معظمه ثم كان نصيب الحدربي، ممن كان عليه تأمين التجارة من شرور قومه، الثلثين لدى زيارة ابن بطوطة للمنطقة،
حيث رأى ابن بطوطة في رحلته إلى عيذاب سلطان البجا الأمير الحدربي وهو يحارب الأتراك حتى هربوا منه وخرق السفن، فاضطر ابن بطوطة إكمال رحلته برّا عن طريق سيناء. أنشأ الحداربة البلوان مدينة هجر نسبة لمدينتهم في جزيرة العرب، وكانت عاصمة ممالك البجا للزعيم العربي.

### الكفاح المسلح وحركة التحرير
على إثر تصاعد حملات القمع والإرهاب عام 1958، اضطر عدد كبير من العمال الإرتريين إلى الهجرة إلى الأقطار المجاورة، وبادر عدد منهم إلى تأليف تنظيم ثوري حمل اسم حركة التحرير الإرترية واتخذ قاعدة له في بور سودان، وسرعان ما امتدت الخلايا السرية لهذا التنظيم إلى الكثير من المدن الإرترية. ثم شهد عام 1960 أول تأليف لجبهة التحرير الإرترية بين العمال والطلبة الإرتريين في المشرق العربي، وانتقل نشاطه في العام التالي إلى جبال إرتريا إثر الانتفاضة التي قادها حامد إدريس عواتي في 1 سبتمبر 1961 مع بضعة مقاتلين يحملون بنادق إيطالية عتيقة، وقد تبنّت الجبهة تلك الانتفاضة لتحوّلها في مدى سنوات قليلة إلى ثورة مسلحة منظمة انسجاماً مع أهداف التحرير التي حددها دستور الجبهة، وفي مقدمتها الاستقلال الوطني الكامل عن طريق الكفاح المسلح المدعم بجهود سياسية ودبلوماسية في الخارج. واختار المؤسسون أن يكون إدريس محمد آدم أول رئيس للجنة التنفيذية للجبهة. وقد تطور الكفاح المسلح بإمكانات ذاتية بسيطة وبدعم من بعض الأقطار العربية، وفي مقدمتها سوريا، إلى مقاومة حملات قمع وإبادة إثيوبية شرسة شملت مئات الألوف من الضحايا الإرتريين، واتسمت بعض تلك الحملات باتباع سياسة الأرض المحروقة للقضاء على المحصولات الزراعية وقتل المواشي، وإبادة المواطنين بالجملة من دون تمييز، كما حدث في حملات 1967 و1970 و1974 و1975 على التوالي فشردت أعداداً كبيرة من الإرتريين في الصحارى والغابات، وعبرت أعداد أخرى الحدود إلى السودان، الأمر الذي أدى إلى نشوء مشكلة اللاجئين الإرتريين هناك، في حين سيطرت حركة المقاومة الإرترية على معظم الريف الإرتري، وتمكنت من تحرير بعض المدن، وكانت سيطرة جبهة التحرير تتسع أو تتقلص بحسب ظروف المواجهة وتطوراتها. وفي هذا السياق، عقدت حركة المقاومة الوطنية الإرترية أكثر من مؤتمر لها في الأراضي المحررة، ولم تنج من التعدد والانقسامات التي فرضها تباين منعكس المعاناة الداخلية، ورواسب المجتمع والتداخلات الخارجية أحياناً.
إثر سقوط نظام منگستو هايله مريم في أثيوبيا بتاريخ 25 مايو 1991 وفي الوقت الذي أصبحت فيه إرتريا على عتبة الاستقلال، شهدت الساحة الإرترية صراعات داخلية أفرزتها التعددية السياسية في بنية حركة التحرر، ويعد تنظيم الجبهة الشعبية لتحرير إرتريا من أكبر التنظيمات وأقواها على الساحة، إضافة إلى تنظيمات أخرى أهمها: (جبهة التحرير الإرترية - التنظيم الموحد، وجبهة التحرير الإرترية - المجلس الثوري، وجبهة التحرير الإرترية - المجلس الوطني).
ولقد تحقق للإرتريين النصر والاستقلال والسيطرة على العاصمة أسمرة في عام 1993. أجري على أثره الاستفتاء في العام المذكور، فكانت نتيجته إجماع شبه تام (99.8٪) لصالح الاستقلال الكامل. وهكذا أعلن استقلال إرتريا في نيسان من عام 1993، واعترفت بها دول كثيرة.
تحالفت الجبهة الشعبية بزعامة أفروقي مع المعارضين الإثيوبيين بزعامة ميلس زيناوي تحت رعاية الإدارة الأمريكية في مؤتمر عُقد بلندن نسق له وليام كوهين مساعد وزير الخارجية الأمريكية للشؤون الإفريقية، وذلك لإسقاط نظام مانجستو، وانتهى المؤتمر باتفاق رعته واشنطن يقضي باعتراف أثيوبيا بحق تقرير المصير للشعب الإرتري على أن يختار بين الوحدة والانفصال، مقابل أن يلتزم أفورقي بدعم زيناوي في سعيه للتغلب على مناوئية السياسيين وتولي السلطة، وأن تسمح إرتريا عندئذ باستخدام إثيوبيا ميناء عصب وكذا مصوع للأغراض التجارية.
ونجح الطرفان في إسقاط مانجستو، وتولى زيناوي حكم إثيوبيا، وأعلن استقلال إرتريا في 25 ماي 1991م، وتشكلت حكومة مؤقتة أجرت استفتاء عاما على الاستقلال تحت إشراف الجامعة العربية والأمم المتحدة ومنظمة الوحدة الإفريقية، وجاءت نتيجته 99% للاستقلال؛ فأصبحت إرتريا دولة مستقلة ذات سيادة في 1 ذي الحجة 1413 هـ الموافق 23 ماي 1993م، ثم انتخب أسياس أفورقي رئيسا للبلاد.
دخلت إرتريا صراعاً مع اليمن بسبب احتلال القوات الإرترية أرخبيل حنيش الكبرى اليمنية في البحر الأحمر، ذات الأهمية الإستراتيجية لوقوع الجزر في طريق الملاحة البحرية بين مضيق باب المندب وقناة السويس. وعلى الرغم من الاتفاق على معالجة المسألة سلمياً في 3 ماي 1996 فقد استمر احتلال الجزر حتى حكمت محكمة العدل الدولية بتبعيتها لليمن في تشرين الأول عام 1998. وتم تقسيم باقي الجزر الأخرى بين اليمن وإرتريا على أن تكون لصيادي السمك المحليين حقوق في استخدام الجزر.

## الحكومة والسياسية

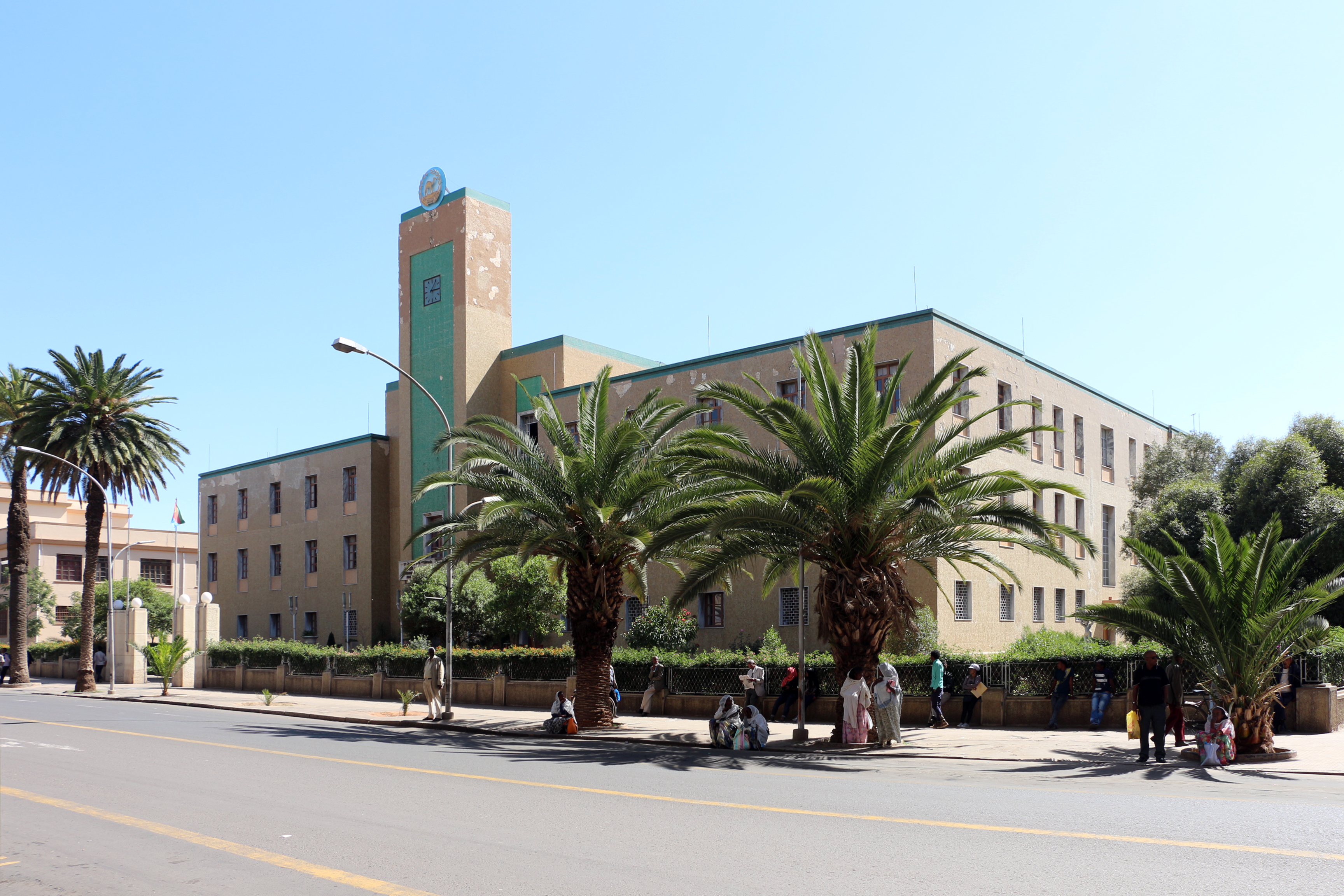
مبنى حكومة إرتريا في أسمرة.

على رأس الجهاز الحكومي الإرتري رئيس تولى رئاسة الحكومة منذ الاستقلال عن أثيوبيا. ولا توجد انتخابات ولا يسمح بإنشاء الأحزاب ويعد حزب الجبهة الشعبية للديمقراطية والعدالة الحزب الوحيد في البلاد ولا يسمح لأي كان بإنشاء حزب. وقد تولّى هذا الحزب إدارة الحرب حتى استطاعت إرتريا نيل استقلالها.
وقد وقع انقلاب عسكري احتلت فيه قوة من وزارة الدفاع الإرترية مبنى وزارة الإعلام ولكن النظام تمكّن من القضاء عليها وكان ذلك في 21 مارس من عام 2013.

### الانتخابات القومية
حزب الجبهة الشعبية للديمقراطية والعدالة هو الحزب الحاكم منذ الاستقلال ولم تجرى أي انتخابات حتى الآن. ولا يوجد برلمان ولا نقابات ولا أي مؤسسة من مؤسسات الدولة الحديثة.

### العلاقات الخارجية

#### العلاقات مع الغرب
علاقة متوترة تتسم بعدم الثقة، وقد قام الرئيس الإرتري أسياس أفورقي بطرد المنظمات الدولية عام 2000م على خليفة النزاع مع الجارة اللدود أثيوبيا، لكن الرئيسان قد تمكّنا من إمضاء اتفاقية السلام في يوليو/جويلية 2018[بحاجة لمصدر]

#### العلاقات مع دول الجوار
تربط إرتريا بدول الجوار علاقات طبيعية وتربطها مع الصومال علاقات وثيقة ولكن بدأت العلاقة بالتوتر حيث ادّعت الحكومة الصومالية التي يرأسها الرئيس شيخ شريف شيخ أحمد أنها تدعم المحاكم الصومالية وهذا الأمر الذي نفته إرتريا.

#### حرية الصحافة
تعتبر إرتريا من أقل الدول في حرية الصحافة وذلك بسبب سياسات الحكومة التي تضيّق على الصحافة بشكل كبير حيث احتلت إرتريا المرتبة الأخيرة حسب تصنيف مؤسسة مراسلون بلا حدود حسب التصنيف التالي:
84.83 (179) 2012
84.83 (179) 2011
142.00 (178) 2010
105.00 (175) 2009
115.50 (173) 2008
97.50 (169) 2007
114.75 (166) 2006
97.50 (166) 2005
99.75 (163) 2004
93.25 (162) 2003
91.50 (132) 2002
{مؤشر حرية الصحافة}
بعض صحفيّيها يقبعون في السجون منذ فترة طويلة كـ داويت إسحاق وآخرون.

## المناطق والأقاليم

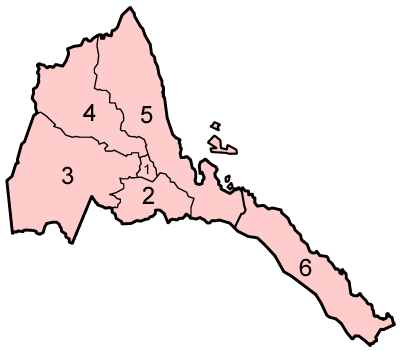
مناطق إرتريا.

تنقسم أرتيريا إلى ست مناطق (زوبا) تنقسم بدورها إلى أقاليم. الامتداد الجغرافي للمناطق مبني على أساس الخصائص المائية. هذا التقسيم من الحكومة الإرترية له غرضان: إمداد كل إدارة بسيطرة كافية على الإمكانيات الزراعية، وللتخلص من النزاعات الإقليمية التاريخية.
المناطق، متبوعين بالمراكز الفرعية، هم:
| الرقم | المنطقة (ዞባ)                        | أقاليم (ንኡስ ዞባ) |
| ----- | ----------------------------------- | --- |
| 1     | الأوسط (ዞባ ማእከል)                    | برّيخ، قالّا نفحي، سيميناوي مبراغ (الشمال الشرقي)، سرجّغّــا، دبوباوي مبراغ (الجنوب الشرقي)، سيميناوي معراب (الشمال الغربي)، دبوباوي معراب (الجنوب الغربي) |
| 2     | الجنوبي (ዞባ ደቡብ)                    | عدي قيح، عدي خوالا، عــرّزا، دبا روا، دغيمحاري، ماي عيني، ماي منيه، مندفرا، سقنيتي، صنعفي، تصرونا                                                       |
| 3     | قاش بركه (ዞባ ጋሽ ባርካ)                | أغوردات، بارنتو، دقّيه، فورتو، قونية، هيكوتة، لقّو عنسبا، منصورة، مقولو، مولقي، قلوج، تبلديه، قرقف، امحجر، شمبقّو، تسني، لعلاي قاش                        |
| 4     | عنسبا (ዞባ ዓንሰባ)                     | عدي تكليزان، أسماط، عيلا برعد، قلب، حقّاز، حلحل، هبرو، كرن، كركبت، سلعا                                                                                 |
| 5     | شمال البحر الأحمر (ዞባ ሰሜናዊ ቀይሕ ባሕሪ) | أفابت، دهلك، قلعالو، فورو، قندع، قرورة، مصوع، نقفة، شعب                                                                                                |
| 6     | جنوب البحر الأحمر (ዞባ ደቡባዊ ቀይሕ ባሕሪ) | أرعتا، دنكاليا الوسطى شمال دنكاليا عصب |

### التقسيم القديم
عند استقلالها عام 1993 وحتى عام 1996، قسمت إرتريا إلى عشرة محافظات، هي حماسين، ومركزها أسمرة وهي عاصمة الدولة، ومحافظة البحر الأحمر ومركزها ميناء مصوع، ومحافظة دنكاليا ومركزها عصب، ومحافظة سنحيت ومركزها كرن، ومحافظة سراي ومركزها مندفرا، ومحافظة إكلي قوزاي ومركزها عدي قيح، ومحافظة بركة ومركزها أغوردات، ومحافظة القاش ومركزها بارنتو إضافة إلى مركز العاصمة.

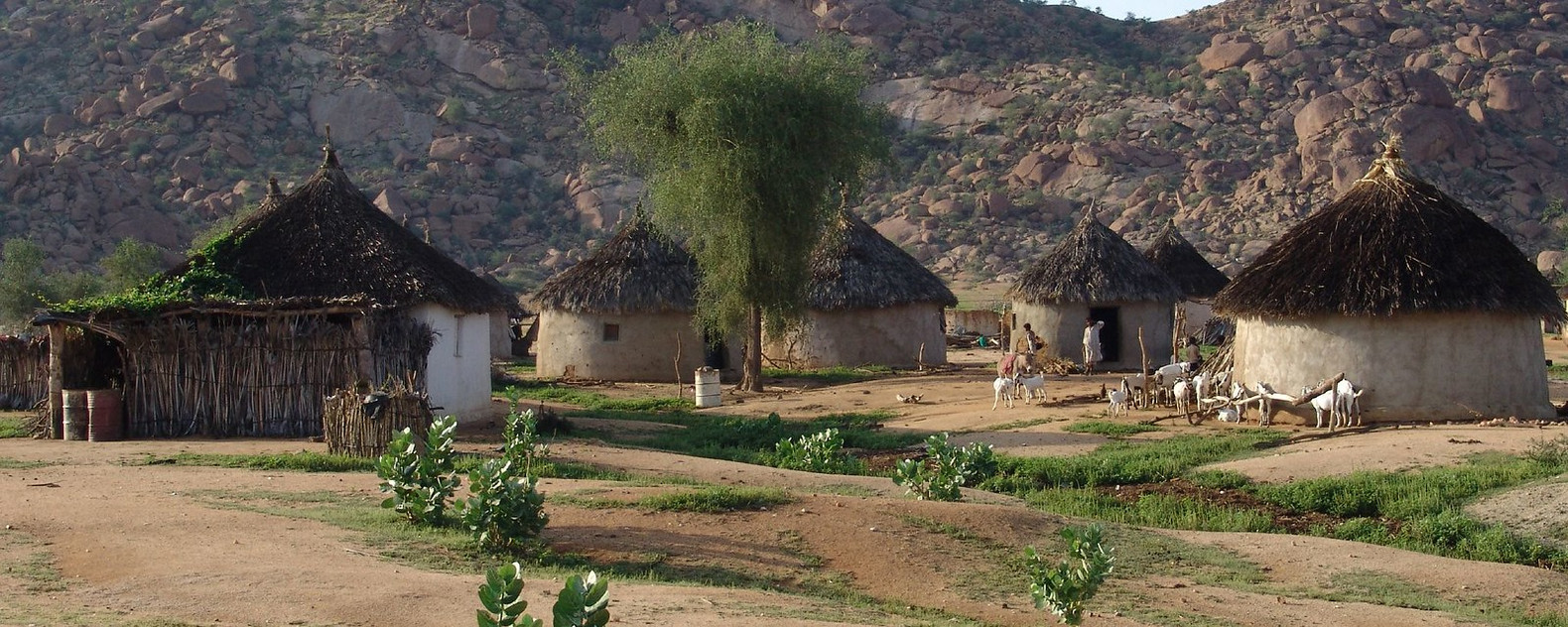
الصباح الباكر في قرية في قاش بركة.

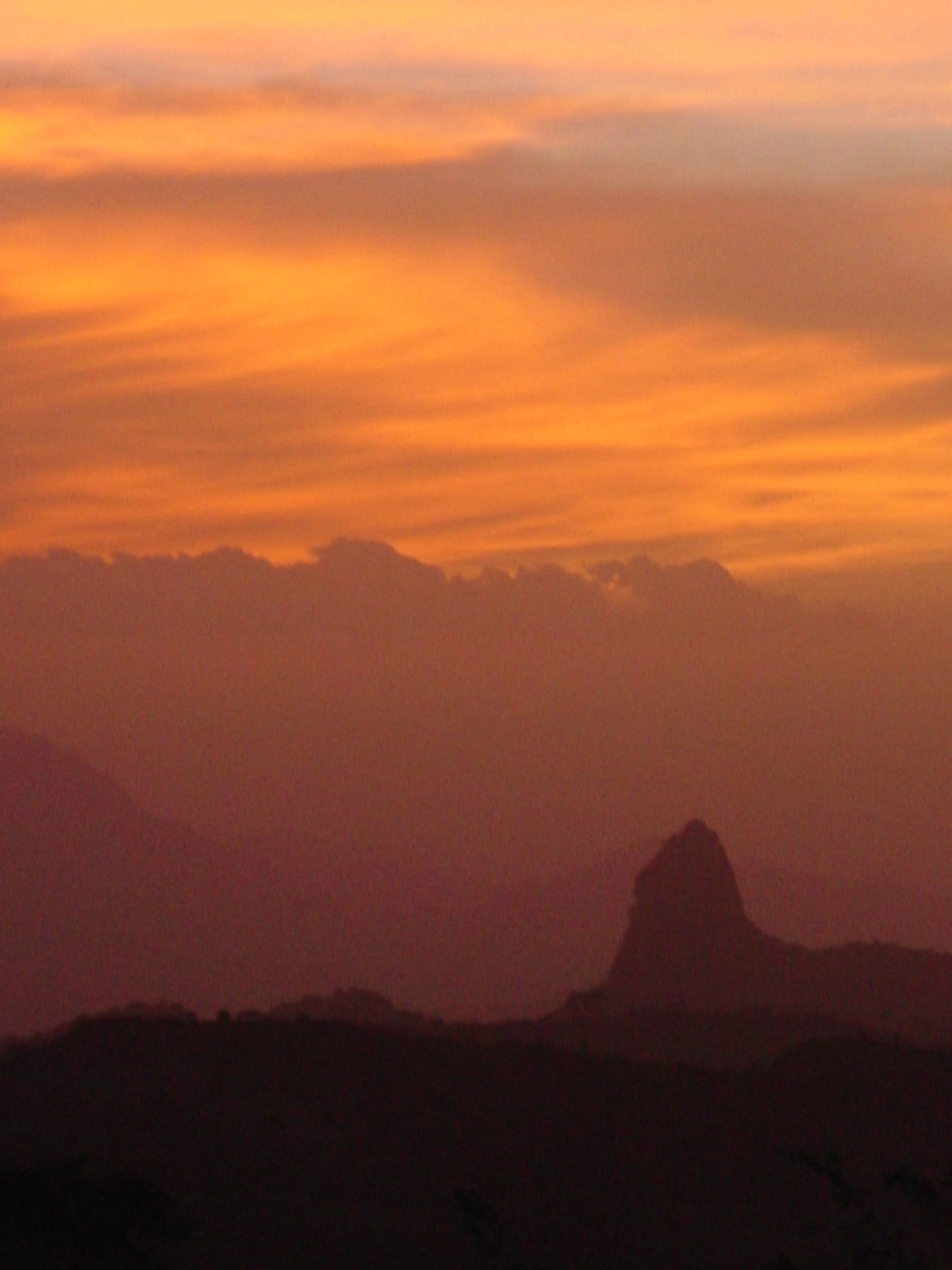
منظر الغروب في أسمرة

## الاقتصاد
تمتلك إرتريا كمية كبيرة من الموارد مثل: النحاس والذهب والجرانيت والرخام، والبوتاس. وقد شهد الاقتصاد الإرتري تغيرات متطرفة بسبب حرب الاستقلال الإريتيرية.

### المعادن
تتميز إرتريا باحتوائها على ثروة معدنية مهمة يجري استثمار بعضها استثماراً تجارياً متذبذباً لفقدان الاستقرار السياسي قبل الاستقلال وبسبب ثورة التحرر الوطني التي قامت من أجل الاستقلال وأبرز المعادن المكتشفة النفط والنحاس والبوتاسيوم والذهب واللغنيت والحديد والألمنيوم والفضة والنيكل. وقد كشف النفط في جزيرة دهلك وجنوب شرقي مدينة مصوع، وتقوم الشركات الأمريكية والهولندية بالتنقيب عنه. وتقع أكبر مناجم النحاس في منطقة «دياروا» قرب أسمرة، وتستخرج الاستثمارات اليابانية نحو 6000 طن من النحاس شهرياً، وتتوسع الشركات الأمريكية باستخراج الفوسفات وتسويقه منذ عام 1949.

### الزراعة
تعتبر الزراعة من مصادر الاقتصاد الهامة في البلاد، إذ تعد أرتيريا بلداً زراعياً رعوياً، يمارس فيه أكثر من 90% من مجموع السكان الزراعة والرعي، وتؤلف زراعة الحبوب نحو 87% من مجمل المحصولات، وأهمها الذرة والقمح والشعير والطاف (نوع من الحبوب يخلط مع الذرة لصنع الخبز الوطني)، وتتوزع بقية المزروعات بين البن والتبغ والقطن والفواكه المدارية. وتعد الذرة غذاء رئيسياً للسكان في السهول الغربية والشرقية، في حين تنتشر زراعة القمح والطاف في الهضبة، وقد توسعت مؤخراً زراعة الموز في منطقة وادي بركة وهو من المنتجات المعدة للتصدير.
وعلى وفرة الإمكانيات الزراعية، ما زالت إرتريا بعيدة عن التطور الزراعي لحداثة استقلالها بسبب إهمال الإدارات المستمرة والمتوالية، وفقدان الاستقرار السياسي منذ أن ضمت البلاد إلى أثيوبيا، وكثيراً ما ألحقت المجاعات خسائر باهظة بالإرتريين.

### الرعي
تهيمن حرفة الرعي إلى جانب الزراعة، على قطاعات واسعة من السكان، وتمتلك إرتريا نحو 10 ملايين رأس من الأبقار والجمال والأغنام. وقد تأثر تكاثرها بحالة الحرب التي عاشتها البلاد منذ عام 1960 م، وتحاول الشركات الأجنبية استثمار الإنتاج الحيواني في صناعة اللحوم لتصديرها إلى الخارج، ولاسيما إلى اسرائيل (وفقاً للاتفاقية التي عقدتها السلطات الإثيوبية مع شركة «أنكودي» الاسرائيلية). كذلك تصدر إرتريا منتوجات الألبان إلى إيطاليا وبعض الدول المجاورة. وتمتلك إرتريا ثروة بحرية كبيرة من الأسماك والأصداف وتزيد قيمة صادراتها السنوية فيها عن 50 مليون دولار.

### الغابات
وتعد الغابات مصدراً آخر للثروة في إرتريا وتنتشر في السهول وفي أودية الأنهار أشجار «الدوم» التي تستخدم في صناعة أزرار الملابس، وتنتشر فيها المراعي، وأشجار اللبان والصمغ، وتساعد هذه الأشجار عموماً على حماية التربة من التعرية والإنطمار الذي قد يلحقها من تحرك كثبان الرمل. في حين تنمو أشجار «اليورفوبيا» في الهضبة والمرتفعات ويستفاد منها في صناعة الأخشاب وأعواد الثقاب.

### الصناعة
في إرتريا بعض الصناعات البسيطة، التي يتركز معظمها في العاصمة «أسمرة» ويديرها الإيطاليون على الأغلب، وأهمها تعليب اللحوم والفواكه والأسماك، وصناعة الجلود والسماد والكبريت والصابون والنسيج والإسمنت والبلاستيك.

## المجتمع
تختلف المصادر حول عدد سكان إرتريا الحالي، حيث تقدره مصادر بأرقامًا منخفضة تصل إلى 3.6 مليون. ومصادر أخرى تقدره بما يصل إلى 6.7 مليون. ووفق تقديرات رسمية لعام 2010 بلغ نحو 3.2 مليون نسمة.

### الديموغرافيا

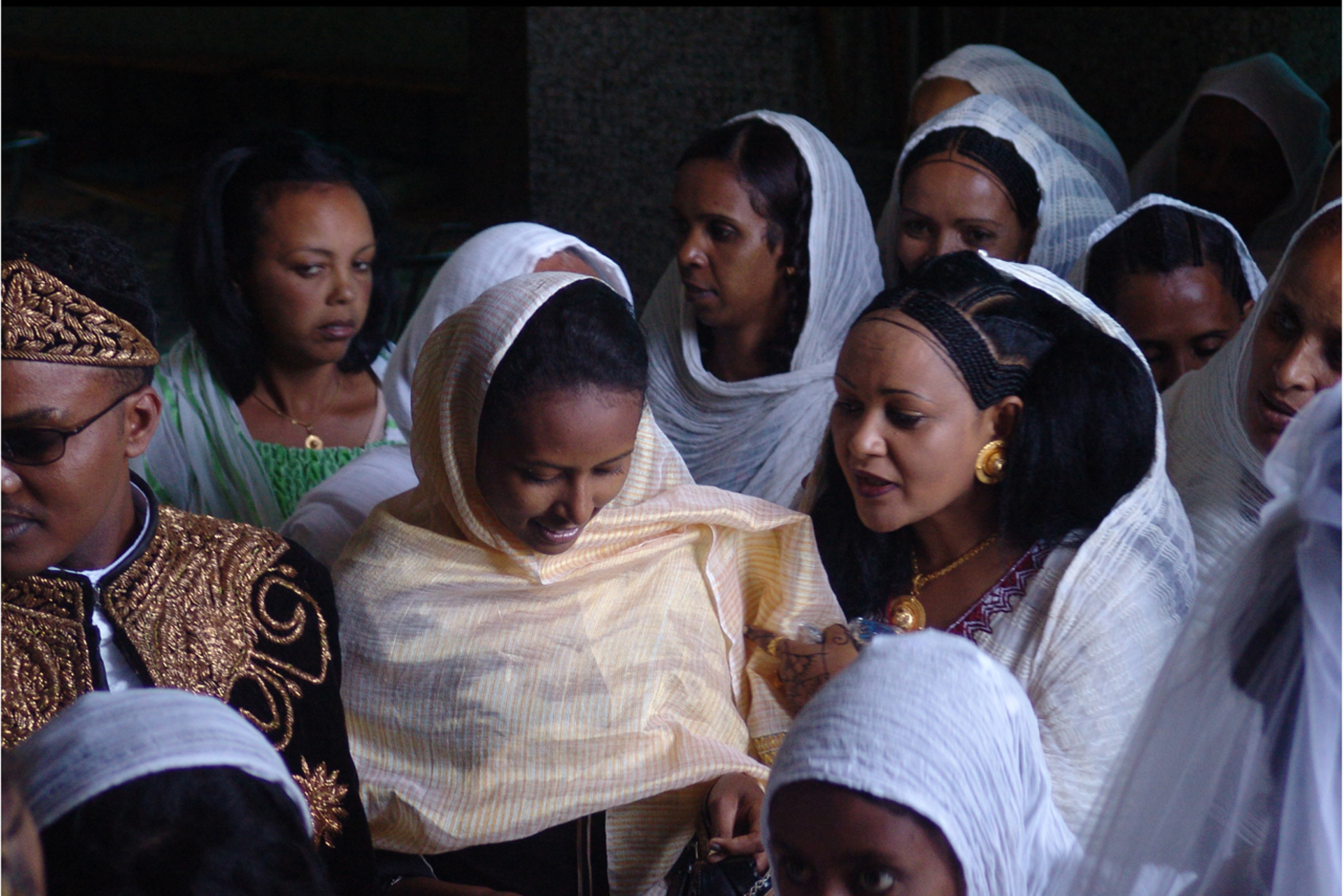
حفل زفاف في إرتريا.

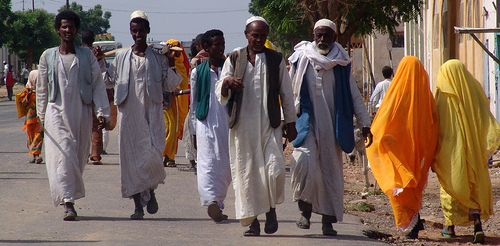
رجل وامرأة في أقوردات في زيهم التقليدي

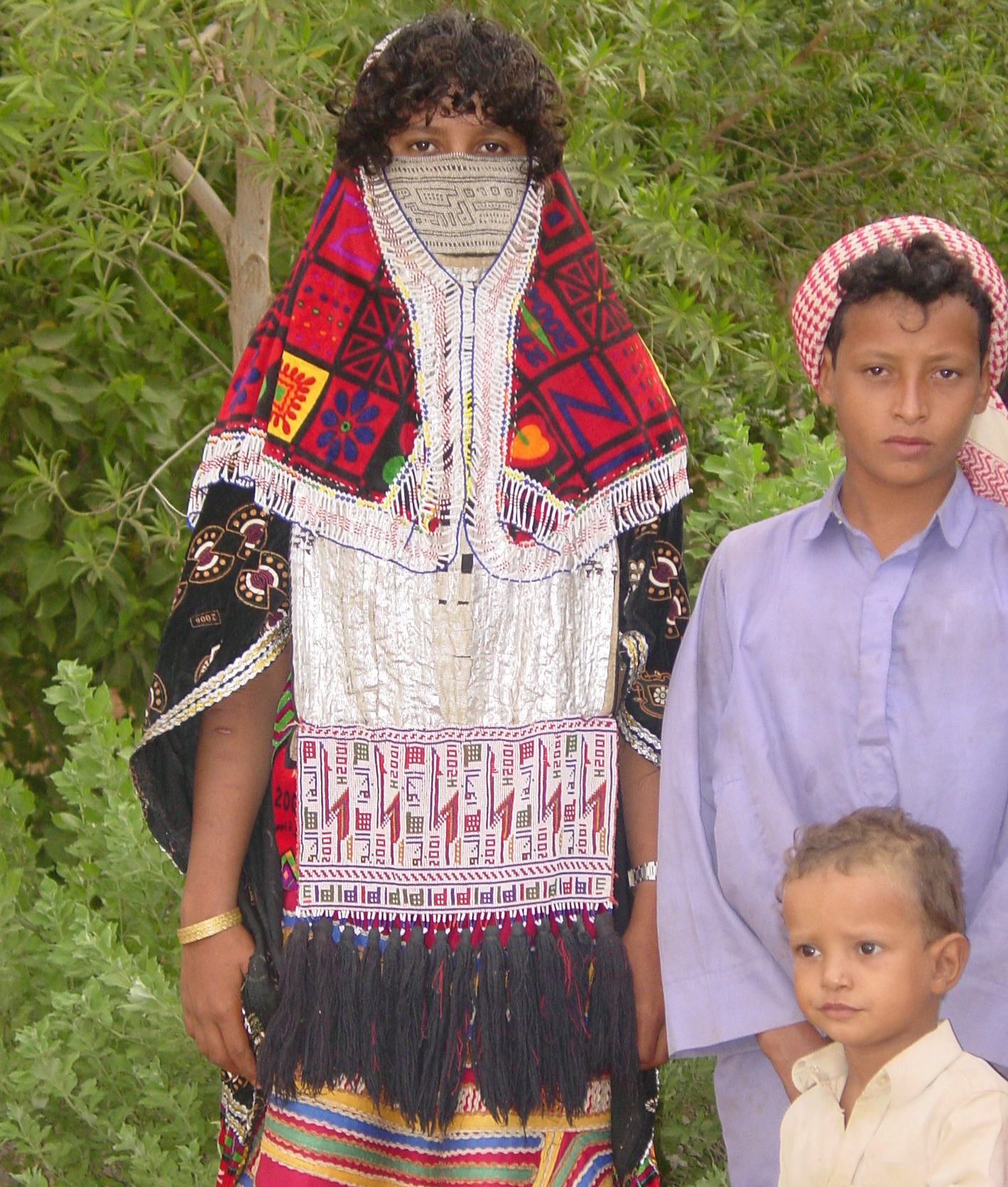
أطفال عائلة من الرشايدة في إرتريا

يقدر عدد سكان إرتريا بنحو 3.574.000 نسمة (1995) يعيش منهم نحو 450.000 نسمة في العاصمة أسمرة، كما يعيش نحو 340.000 إرتري في السودان ونحو 150.000 (لاجئين) في أوروبا وأمريكا وبلغت نسبة وفيات الرضّع عام 1994 نحو 11.4% ونسبة وفيات الأطفال 20٪، كما أن العمر المتوسط للفرد هو 52 سنة فقط، وتقدر نسبة الأمية في إرتريا بنحو 80٪.
يتوزع سكان إرتريا تاريخياً بين ثلاث مجموعات لغوية (بالمعنى المجازي) هي: الحامية والسامية والنيلية. وقد هاجرت إليها القبائل التي تنتمي إلى المجموعتين الحامية والسامية من الجزيرة العربية أصلاً ويصعب التفريق بينهم في الشكل والهيئة العامة، أما النيليون فيعتقد أن أصولهم زنجية أو «متزنجة».
ومن الجماعات التي تنتمي إلى الحامية أو السامية كل من قبائل البِجا في منطقة القاش، وقبائل الأسورتا والساهو في محافظتي إكلي قوزاي والبحر الأحمر، وقبائل البلين في محافظة كرن، وقبائل الماريا في أغوردات وكرن، وقبائل الدناقيل في سهل الدناقيل، وقبائل الحباب في نقفة وتغري، وقبائل منسع حول كرن، والقبائل النصرانية في حماسين، ولا يكاد يوجد أثر للسمات الزنجية المعروفة بين هذه القبائل باستثناء لون البشرة الأسمر الداكن الذي يجعلهم أقرب إلى قبائل السودان. أما النيليون أو أنصاف الحاميين فلا يتجاوز مجموعهم بضعة آلاف نسمة، وتمثلهم قبائل الكوناما أو البازا وقبائل الباريا وينتشرون في مناطق مختلفة من القاش وستيت، وإلى جانب هذا التعدد يوجد في الوقت نفسه امتزاج سلالي يتعذر تحديد فواصله لمرور زمن طويل من المصاهرة والمجاورة. ومن الهجرات العربية المبكرة إلى المنطقة قبل ظهور الدعوة الإسلامية بطون من بني حمير عرفوا بقبيلة «البلو» وقد صاهرت البِجا وحكمت بعض الإمارات البجاوية في إرتريا. وقد وفد إلى المنطقة في أزمنة لاحقة قبائل من ربيعة وأخرى من القحطانية وجهينة. وتعد قبيلة الرشايدة آخر الهجرات العربية إلى إرتريا، وقد توافدت إليها عن طريق السودان منذ سنة 1846 م وانتشرت على الشريط الساحلي من مصوع حتى حدود السودان.

### لغات إرتريا
الشعب الإرتري يتحدث تسع لغات تتوزع على تسع قوميات ينتشرون في طول البلاد وعرضها، من هذه القوميات: التجري والتيجرينية التي ينتمي إليها الرئيس أسياس أفورقي والعفر والساهو والنارا والحدارب والرشايدة العربية الأصل والبلين والكوناما، إلا أن اللغتين الأكثر انتشاراً هما التيغرينية والعربية وتتشابه التيجرية إلى حد بعيد في جذورها مع العربية؛ حيث انحدرت من أصول سامية من شبه الجزيرة العربية.
ويتحدث سكان إرتريا لغات متعددة متقاربة الأصول، تتمثل على نحو أساسي باللغتين «التغرينية» و«التغرية» وتشير المصادر التاريخية إلى أن هاتين اللغتين اشتقتا من اللغة الجعزية السبئية، وتتشابهان إلى حد بعيد مع لهجة سكان ظفار ولجهة سكان المحافظة السادسة من اليمن. واللغة التغرينية أقرب إلى اللغة الجعزية السبئية من أختها التغرية وتكتب بحروفها، وهي أكثر اللغات انتشاراً من حيث عدد المتحدثين بها، وجلهم من المسيحيين وبعض المسلمين من سكان الهضبة الإرترية. أما اللغة التغرية فتنتشر في شرقي إريدتريا وشماليها وغربيها، وغالبية المتحدثين بها من المسلمين، ويتكلم بعض قبائل «بني عامر» اللغة «البجاوية» التي تسمى «البداوي» في حين تتحدث قبائل البازا والباريا لغة نيلية إفريقية، وتمثل اللغة العربية القاسم المشترك بين مجموع هذا التعدد اللغوي الواسع، وغالباً ما يجري التفاهم بالعربية بين الجماعات التي لا يعرف بعضها لغة بعضها الآخر، إضافة إلى الجماعات التي تتحدث العربية وحدها مثل الرشايدة. وقد اتخذ البرلمان الإرتري، قبل أن يحله الإثيوبيون، من اللغة العربية لغة رسمية لإرتريا إلى جانب اللغة التغرينية بحسب المادة 38 من الدستور الإرتري، وكانت اللغتان العربية والتغرينية تدرسان في المدارس قبل أن تمنع ذلك إثيوبيا، ومما ساعد على اقتصار التعليم بهاتين اللغتين فحسب كونهما الوحيدتين اللتين تمكن الكتابة بهما.
إلا أن الغالبية العظمى من السكان تفضل استخدام اللغة العربية؛ لارتباطها بالدين والتراث الإسلامي؛ حيث أن أغلب سكان إرتريا مسلمون، كما أنها لا تزال اللغة الرسمية في دواوين الدولة والإذاعة والتلفزيون والصحيفة الرسمية الناطقة باسم الدولة، وهي صحيفة إرتريا الحديثة.
قد قامت الحكومة بإغلاق العديد من مدارس اللغة العربية في إقليم عشبا غرب العاصمة الإرترية، وإجبار مدارس أخرى على تدريس العلوم باللغة الإنجليزية بدلاً من العربية.
وفي منطقة عفر ذكر بعض الأهالي أن الحكومة تعمل على وضع قواعد جديدة، واختراع حروف أخرى للغة العفر بدلاً من تلك المستعملة في جيبوتي وإثيوبيا منذ مائتي عام، وقال هؤلاء الأهالي إن الهدف من ذلك هو عزل القومية العفرية عن امتدادها في جيبوتي والصومال وإثيوبيا.
وكانت إثيوبيا التي احتلت إرتريا من 1952حتى عام 1993 قد حاولت في الماضي فرض اللغة الأمهرية التي تتحدث بها على الشعب الإرتري لكنها فشلت في ذلك وجوبهت بمقاومة عنيفة، وكانت من جملة أسباب اندلاع الحرب بينهما في أعوام 1997 و 1998 و 2000.

### التعليم
التعليم في إرتريا غير متطور[محل شك] [بحاجة لمصدر]. تم إغلاق جامعة أسمرة وتحويل كوادرها إلى معاهد منتشرة في جميع أنحاء إرتريا بعد نشوب صدامات بين الطلبة والجيش منذ عام 2000 م لانتزاع حقهم النقابي والاعتراض على العمل الصيفي الإلزامي.

### الديانة

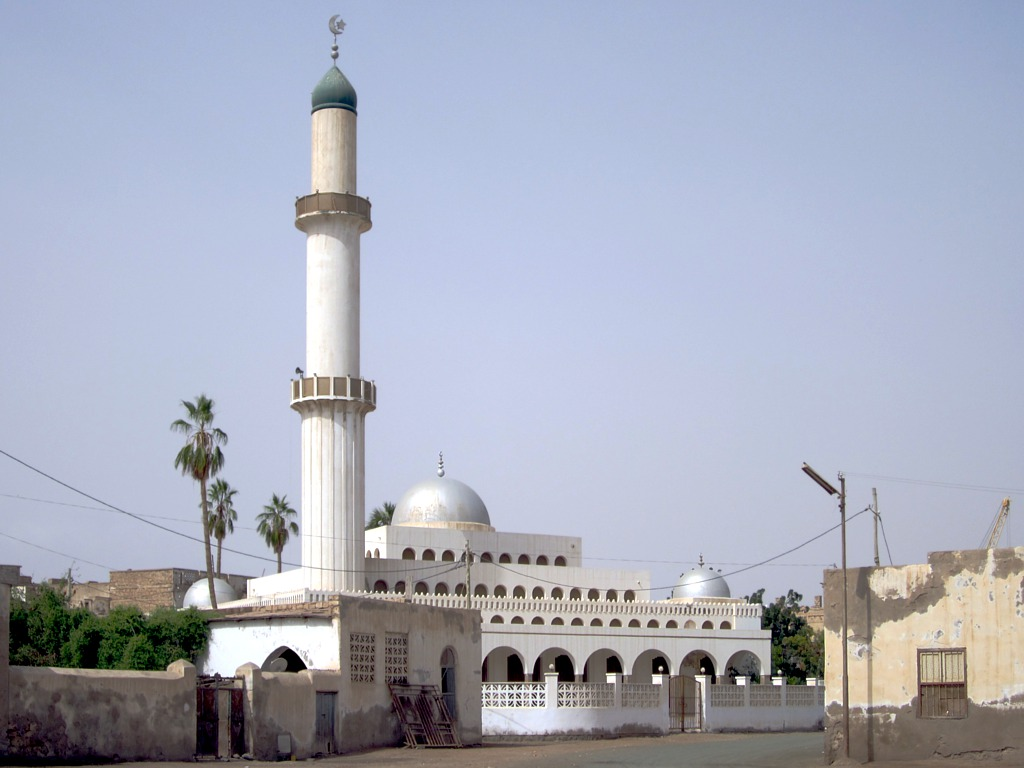
مسجد الشيخ الحنفي في مصوع.

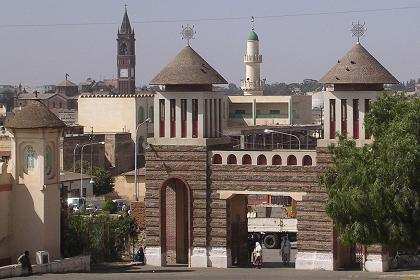
كنيسة إندا مريم الكاثوليكية وكنيسة أرثوذكسية ومسجد الخلفاء الراشدين (في مقدمة الصورة، يسار الخلف، ويمن الخلف بالترتيب) في العاصمة أسمرة.

تتميز إرتريا كغيرها من الدول الأفريقية والدول الأخرى بتعدد الأديان وكثرة المعتقدات ولعل ذلك ناتج من تأثرها ببيئة الدول المحيطة بها مع اعتبار موقعها المتميز والذي يساعد في سهولة التأثر عبر الهجرات والغزو المستمر عبر تاريخها الطويل ونجد أن التأثير الأبرز يتضح من انتقال الأديان كما هي في الجزيرة العربية إلى هذه المنطقة فاليهودية والمسيحية والإسلام كلها نزحت مباشرة إلى هذه المنطقة من الجزيرة العربية وقبل هذه الديانات أيضاً الوثنية مثلاً كانت لدى سبأ وحمْيَر والحجاز.

## الثقافة
ثقافة إرتريا هي التراث الثقافي الجماعي لمختلف السكان الأصليين لإرتريا. تشترك في القواسم المشتركة التاريخية مع تقاليد إثيوبيا والصومال وجيبوتي والسودان. وتتكون الثقافة المحلية من تقاليد مختلفة، وغالباً ما تكون متشابهة، تمارسها المجموعات العرقية الأثيوبية الآسيوية الكوشيتية والأثيوبية الناطقة بالعربية، بالإضافة إلى تلك التي تمارسها الأقليات النيلية.

### المطبخ

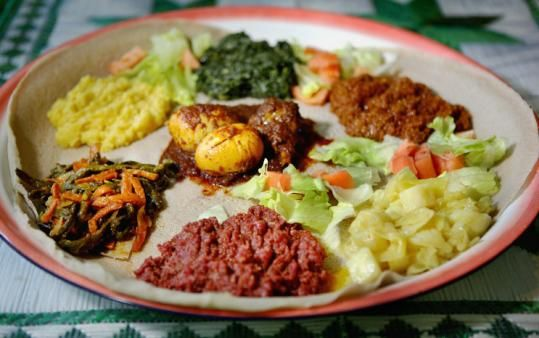
طبق إينجيرا الإرتري مع أكلات مختلفة.

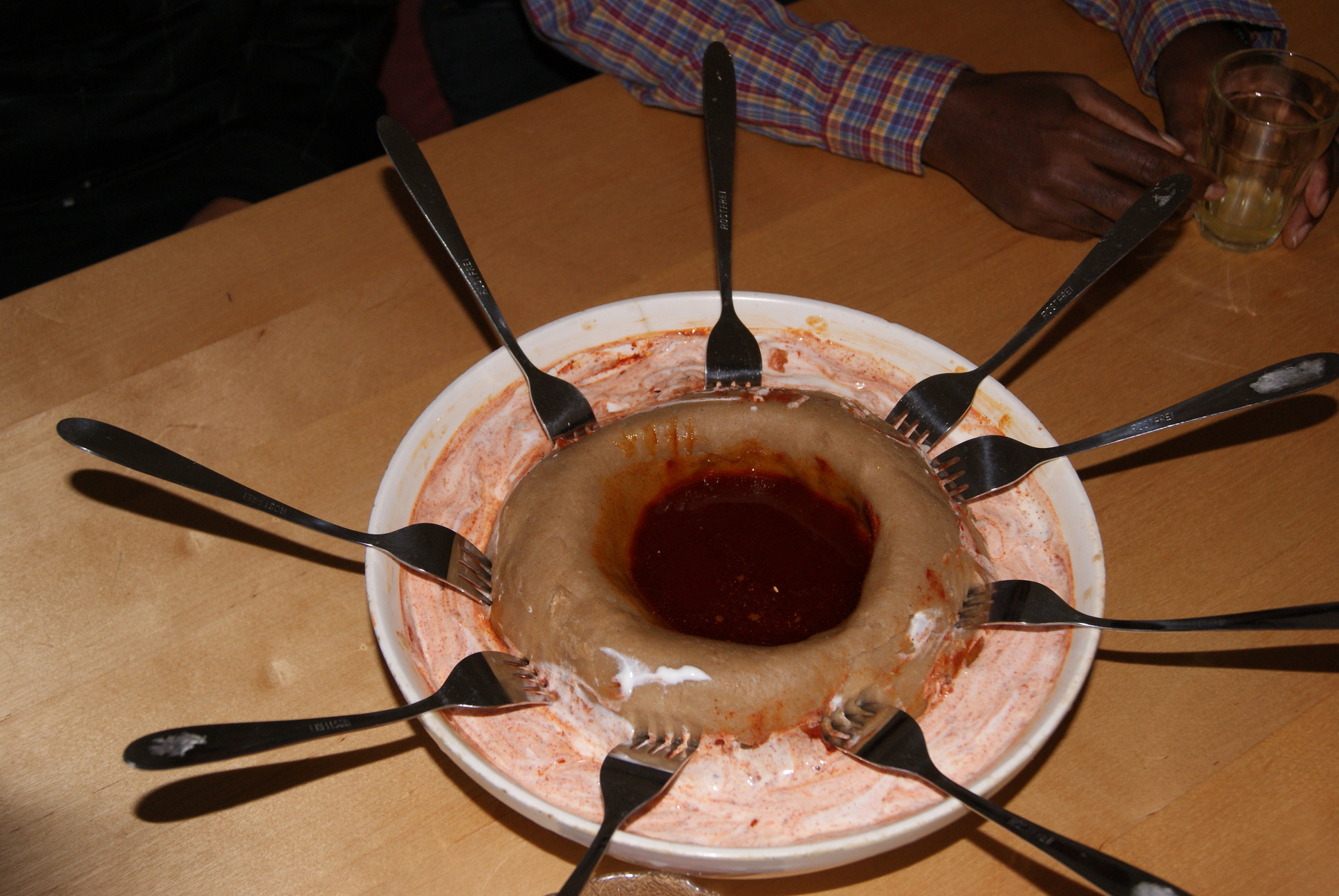
طبق جينفو أو غات أو ماركا، عصيدة منشر في إثيوبيا وإرتريا.

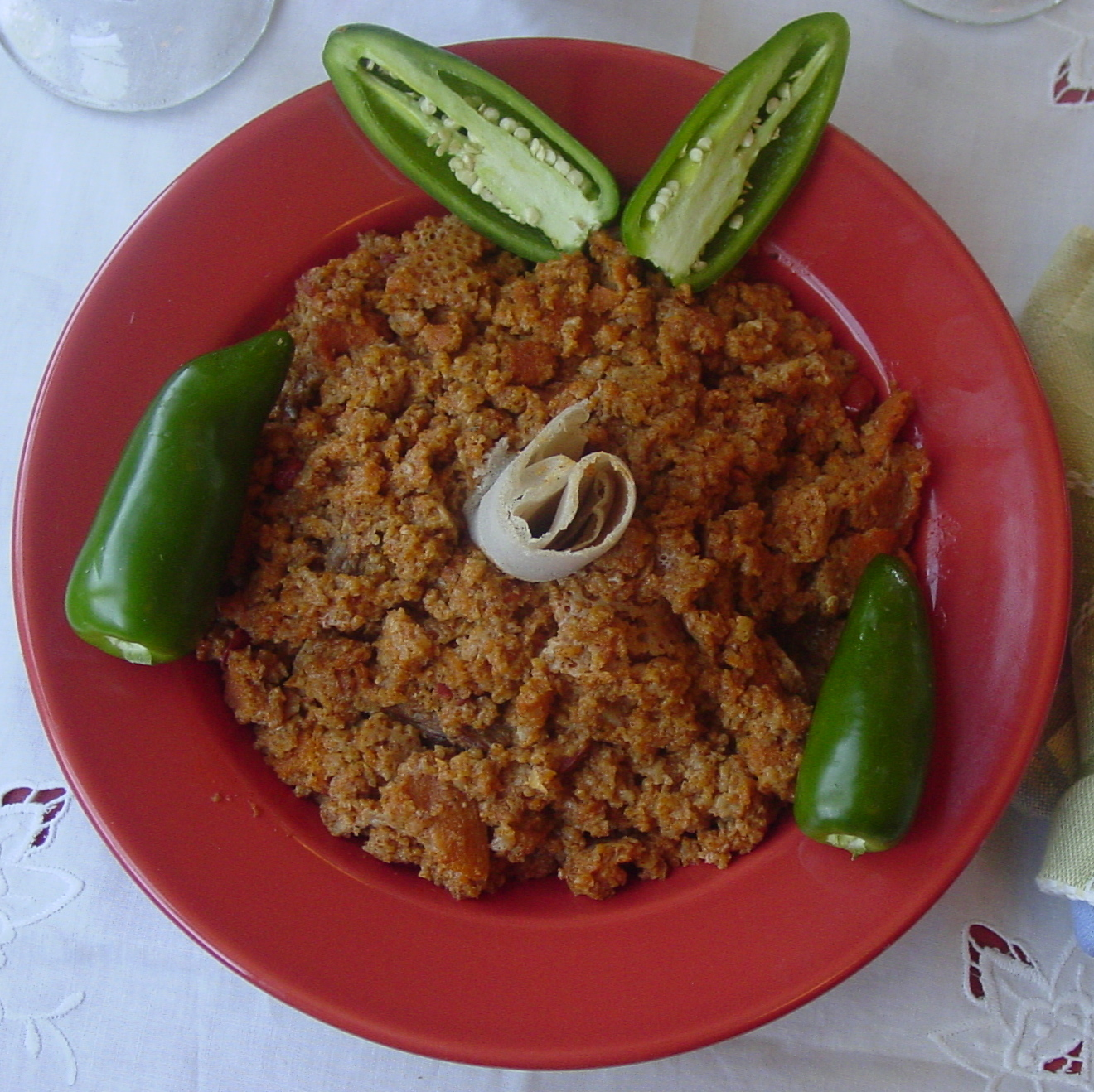
طبق جات، يتم تقديمه عادةً كوجبة إفطار.

من مأكولات المطبخ الإرتري خبز الانجيرا هو الأشهر بين المأكولات كذلك يعتبر الأرز هو الطعام الأساسي في إرتريا ويكثر تناوله بالشعرية مع اللحم الضأن ويوجد أيضًا انتشار واسع لاستخدام منتجات الألبان في المطبخ الإرتري لا سيما الجبن.
الجات (عصيدة) (التجرينية: ጋዓት, ga'atə) وهي من المأكولات الشعبية ويتناوله الكثير من الإرتريين ويصنع من الدقيق والماء والزبادي والثمن الإرتري والشطة الحمراء الإرترية الحارة.

## وصلات خارجية
- Eritrea  على كتاب حقائق العالم
- إرتريا - GovPubs, جامعة كولورادو بولدر
- إرتريا على مشروع الدليل المفتوح
- أطلس ويكيميديا حول Eritrea